# Ablabys macracanthus
Ablabys macracanthus, jedna od tri vrste riba roda Ablabys koji pripada porodici Tetrarogidae i redu Scorpaeniformes. Živi u Indijskom oceanu i zapadnom Pacifiku, 25°N - 8°N, 92°E - 124°E. na dubinama do 20 metara, uz grebene, estuarije i obalne padine. Voli muljevito-pješčana staništa gdje njišući se naprijed-nazad oponaša opalo lišće, pa je dobila u Indoneziji i naziv Spiny leaf-fish. 
Naraste svega do 20 centimetara dužine. Leđna peraja započinje jo već iznad očiju i proteže se skroz do repne. Hrani se manjim ribama i beskralježnjacima.

## Sinonimi
- Apistus macracanthus Bleeker, 1852
- Amblyapistus macracanthus (Bleeker, 1852)